# Enslingen Johannes (radioprogram)
Enslingen Johannes var en svensk radioserie, författad av Gösta Bernhard, som började framföras sommaren 1956. Den bestod av telefondialoger mellan "Bernhard" och "Johannes", som spelades av Stig Järrel. 
Från början var programserien en parodi på en annan sommarserie i radio 1956, Enslingen, där Bertil Perrolf lät kända radiopersonligheter som Gösta Knutsson, Eric Sandström och andra under en vecka lämna rapporter från en tillvaro på ön och fyrplatsen Svartklubben i Roslagens norra skärgård.
Namnet på figuren och radioserien hade Bernhard hämtat från Emilie Flygare-Carléns roman Enslingen på Johannis-skäret från 1846, som naturligtvis även inspirerat Bertil Perrolf.
Första gången radiolyssnarna fick möta Enslingen Johannes var i ett lördagsprogram den 2 juni 1956. Enslingen fick så småningom ett eget program, då paret Bernhard och Järrel från hösten 1961 under ett par år mer eller mindre regelbundet återkom med sitt telefonprat. Figuren blev också huvudperson i två filmer, 1957 och 1959: Enslingen Johannes respektive Enslingen i blåsväder, båda regisserade av Gösta Bernhard och med Stig Järrel i huvudrollen som Johannes. 
En singelskiva med två av dialogerna kom ut 1957.